# Onthophagus parallelicornis
Onthophagus parallelicornis es una especie de insecto del género Onthophagus, familia Scarabaeidae, orden Coleoptera.

Fue descrita científicamente por MacLeay en 1887.